# Kanotsport vid olympiska sommarspelen 2008
Tävlingar i kanotsport vid olympiska sommarspelen 2008 arrangeras mellan 11 och 23 augusti 2008. De ägde rum i rodd- och kanotstadion, Shunyi-stadion, där även långdistanssimningen hölls.

## Medaljtabell
| Pl.    | Nation         | Guld | Silver | Brons | Totalt |
| ------ | -------------- | ---- | ------ | ----- | ------ |
| 1      | Tyskland       | 3    | 2      | 3     | 8      |
| 2      | Slovakien      | 3    | 1      | 0     | 4      |
| 3      | Ungern         | 2    | 1      | 1     | 4      |
| 4      | Belarus        | 2    | 0      | 1     | 3      |
| 5      | Spanien        | 1    | 2      | 0     | 3      |
| 6      | Australien     | 1    | 1      | 3     | 5      |
| 7      | Ryssland       | 1    | 1      | 1     | 3      |
| 7      | Storbritannien | 1    | 1      | 1     | 3      |
| 9      | Ukraina        | 1    | 0      | 1     | 2      |
| 10     | Kina           | 1    | 0      | 0     | 1      |
| 11     | Frankrike      | 0    | 1      | 1     | 2      |
| 11     | Italien        | 0    | 1      | 1     | 2      |
| 11     | Kanada         | 0    | 1      | 1     | 2      |
| 14     | Danmark        | 0    | 1      | 0     | 1      |
| 14     | Norge          | 0    | 1      | 0     | 1      |
| 14     | Polen          | 0    | 1      | 0     | 1      |
| 14     | Tjeckien       | 0    | 1      | 0     | 1      |
| 18     | Togo           | 0    | 0      | 1     | 1      |
| 18     | Österrike      | 0    | 0      | 1     | 1      |
| Totalt | Totalt         | 16   | 16     | 16    | 48     |

## Medaljsummering

### Slalom
| Gren                    | Guld                                                | Silver                                     | Brons                                          |
| Herrar, C-1 Detaljer... | Michal Martikán Slovakien                           | David Florence Storbritannien              | Robin Bell Australien                          |
| Herrar, C-2 Detaljer... | Slovakien Pavol Hochschorner och Peter Hochschorner | Tjeckien Jaroslav Volf och Ondřej Štěpánek | Ryssland Michail Kuznetsov och Dmitrj Larionov |
| Herrar, K-1 Detaljer... | Alexander Grimm Tyskland                            | Fabien Lefèvre Frankrike                   | Benjamin Boukpeti Togo                         |
| Damer, K-1 Detaljer...  | Elena Kaliská Slovakien                             | Jacqueline Lawrence Australien             | Violetta Oblinger-Peters Österrike             |

### Sprint
Herrar
| Gren                       | Guld                                                                          | Silver                                                               | Brons                                                                   |
| C-1 500 meter Detaljer...  | Maksim Opalev Ryssland                                                        | David Cal Spanien                                                    | Jurij Tjeban Ukraina                                                    |
| C-1 1000 meter Detaljer... | Attila Vajda Ungern                                                           | David Cal Spanien                                                    | Thomas Hall Kanada                                                      |
| C-2 500 meter Detaljer...  | Kina Meng Guanliang Yang Wenjun                                               | Ryssland Sergej Ulegin Alexander Kostoglod                           | Tyskland Christian Gille Tomasz Wylenzek                                |
| C-2 1000 meter Detaljer... | Belarus Andrej Bahdanovitj Aljaksandr Bahdanovitj                             | Tyskland Christian Gille Tomasz Wylenzek                             | Ungern György Kozmann Tamás Kiss                                        |
| K-1 500 meter Detaljer...  | Ken Wallace Australien                                                        | Adam van Koeverden Kanada                                            | Tim Brabants Storbritannien                                             |
| K-1 1000 meter Detaljer... | Tim Brabants Storbritannien                                                   | Eirik Verås Larsen Norge                                             | Ken Wallace Australien                                                  |
| K-2 500 meter Detaljer...  | Spanien Saúl Craviotto Carlos Pérez                                           | Tyskland Ronald Rauhe Tim Wieskötter                                 | Belarus Raman Piatrusjenka Vadzim Machneu                               |
| K-2 1000 meter Detaljer... | Tyskland Martin Hollstein Andreas Ihle                                        | Danmark Kim Wraae Knudsen René Holten Poulsen                        | Italien Andrea Facchin Antonio Scaduto                                  |
| K-4 1000 meter Detaljer... | Belarus Raman Piatrusjenka Aliaksei Abalmasau Artur Litvintjuk Vadzim Machneu | Slovakien Richard Riszdorfer Michal Riszdorfer Erik Vlček Juraj Tarr | Tyskland Lutz Altepost Norman Bröckl Torsten Eckbrett Björn Goldschmidt |

Damer
| Gren                      | Guld                                                                          | Silver                                                          | Brons                                                              |
| K-1 500 meter Detaljer... | Inna Osypenko-Radomska Ukraina                                                | Josefa Idem Italien                                             | Katrin Wagner-Augustin Tyskland                                    |
| K-2 500 meter Detaljer... | Ungern Katalin Kovács Nataša Janić                                            | Polen Beata Mikołajczyk Aneta Konieczna                         | Frankrike Marie Delattre Anne-Laure Viard                          |
| K-4 500 meter Detaljer... | Tyskland Fanny Fischer Nicole Reinhardt Katrin Wagner-Augustin Conny Wassmuth | Ungern Katalin Kovács Gabriella Szabó Danuta Kozák Nataša Janić | Australien Lisa Oldenhof Hannah Davis Chantal Meek Lyndsie Fogarty |